# Taisnières-sur-Hon
Taisnières-sur-Hon település Franciaországban, Nord megyében. Lakosainak száma 960 fő (2022. január 1.). Taisnières-sur-Hon Hon-Hergies, Bavay, Houdain-lez-Bavay, La Longueville, Frameries és Quévy községekkel határos.

## Népesség
A település népessége az elmúlt években az alábbi módon változott:
| Lakosok száma | 949  | 973  | 986  | 971  | 964  | 957  | 957  | 962  | 960  |
|               | 2013 | 2015 | 2016 | 2017 | 2018 | 2019 | 2020 | 2021 | 2022 |